# Penyagolosa
Penyagolosa este o arie protejată (sit de importanță comunitară — SCI) din Spania întinsă pe o suprafață de 31.921,4 ha, integral pe uscat.

## Localizare
Centrul sitului Penyagolosa este situat la coordonatele 40°14′23″N 0°23′24″W / 40.2397°N 0.39°V.

## Înființare
Situl Penyagolosa a fost declarat sit de importanță comunitară în decembrie 1997 pentru a proteja 25 de specii de animale.

## Biodiversitate
Situată în ecoregiunea mediteraneană, aria protejată conține 20 de habitate naturale: Matorral arborescenți cu Juniperus spp., Păduri mediteraneene de Taxus baccata, Pajiști uscate europene, Lande oro-mediteraneene cu formațiuni endemice de grozamă, Pajiști oro-iberice cu Festuca indigesta, Pajiști uscate seminaturale și facies de acoperire cu tufișuri pe substraturi calcaroase (Festuco-Brometalia) (* situri importante pentru orhidee), Păduri de pin (sub-) mediteraneene cu pini negri endemici, Vegetație gipsofilă iberică (Gypsophiletalia), Păduri de stejar galițio-portugheze cu Quercus robur și Quercus pyrenaica, Păduri iberice de Quercus faginea și Quercus canariensis, Pajiști alpine și boreale, Galerii de Salix alba și de Populus alba, Grohotișuri termofile și vest-mediteraneene, Râuri mediteraneene cu debit permanent cu specii de Paspalo-Agrostidion și galerii riverane de Salix și de Populus alba, Tufărișuri termo-mediteraneene și de pre-deșert, Păduri de Quercus ilex și Quercus rotundifolia, Liziere de ierburi înalte hidrofile de câmpie și de nivel montan până la alpin, Peșteri inaccesibile publicului, Pajiști alpine și subalpine calcaroase, Păduri endemice cu Juniperus spp..
La baza desemnării sitului se află mai multe specii protejate:
- păsări (14): fâsă-de-câmp (Anthus campestris), acvilă de munte (Aquila chrysaetos), buha (Bubo bubo), ciocârlie-cu-degete-scurte (Calandrella brachydactyla), caprimulg (Caprimulgus europaeus), șerpar (Circaetus gallicus), șoim călător (Falco peregrinus), Galerida theklae, Hieraaetus fasciatus, acvilă pitică (Hieraaetus pennatus), ciocârlie de pădure (Lullula arborea), Oenanthe leucura, Pyrrhocorax pyrrhocorax, silvie de tufiș (Sylvia undata)
- mamifere (8): liliac cârn (Barbastella barbastellus), liliac cu urechi de șoarece (Myotis blythii), liliac cu picioare lungi (Myotis capaccinii), liliac comun (Myotis myotis), liliacul mediteranean cu potcoavă (Rhinolophus euryale), liliacul mare cu potcoavă (Rhinolophus ferrumequinum), liliacul mic cu potcoavă (Rhinolophus hipposideros), liliacul cu potcoavă a lui méhely (Rhinolophus mehelyi)
- nevertebrate (1): Graellsia isabellae
- pești (2): Chondrostoma toxostoma, Rutilus arcasii

Pe lângă speciile protejate, pe teritoriul sitului au mai fost identificate 5 specii de mamifere.